# Tillandsia copanensis
Tillandsia copanensis är en gräsväxtart som beskrevs av Werner Rauh och Rutschm. Tillandsia copanensis ingår i släktet Tillandsia och familjen Bromeliaceae. Inga underarter finns listade i Catalogue of Life.

## Bildgalleri

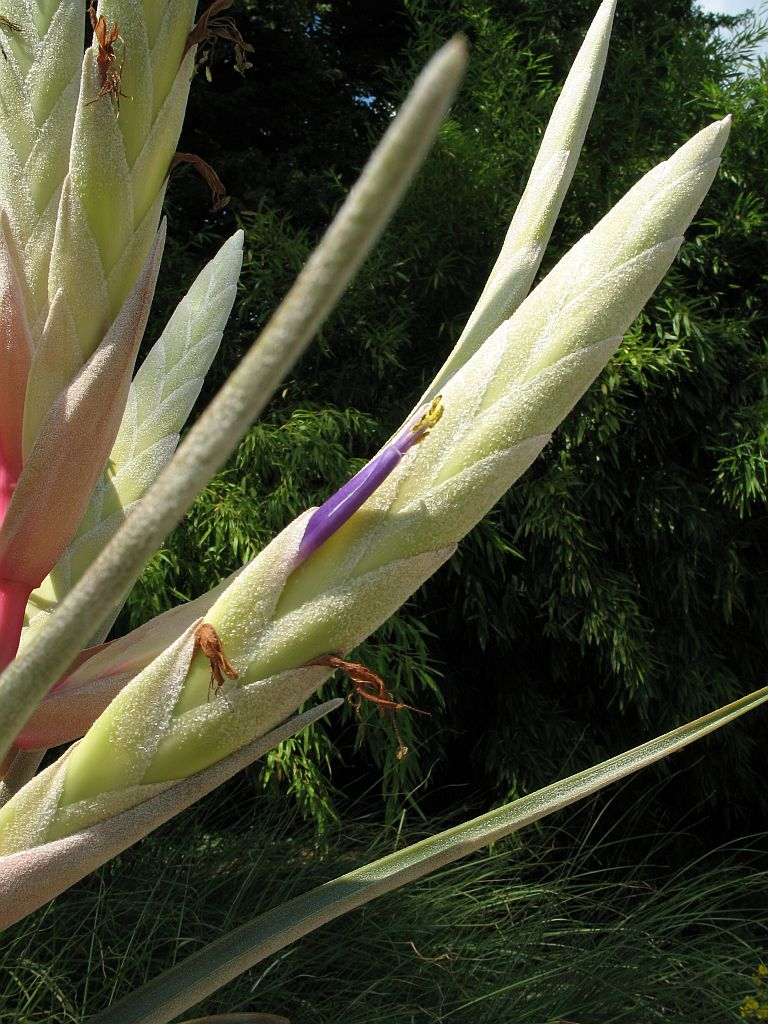
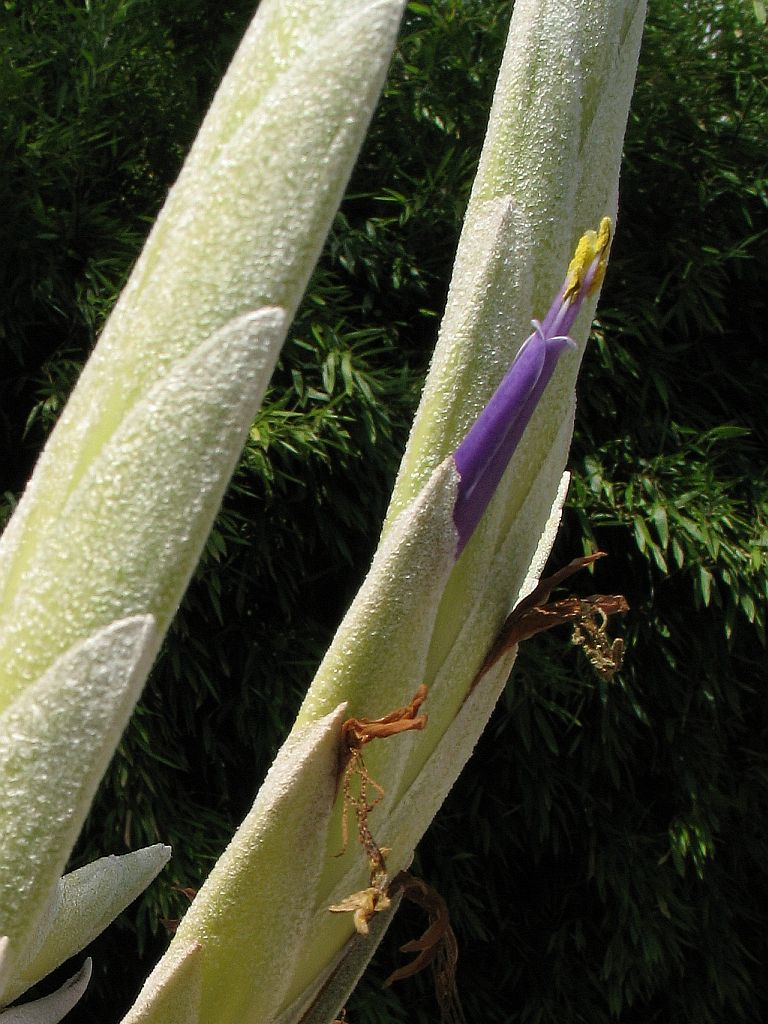